# Реквізиція
Реквізи́ція — примусове вилучення державою майна власника в державних інтересах з виплатою йому вартості майна (в СРСР у 1920-ті роки — безоплатне вилучення, фактично некоректна назва іншого виду експропріації).

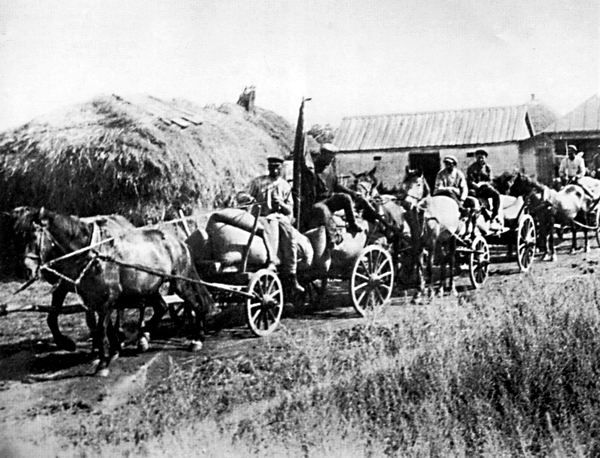
Виїзд червоної валки з реквізованим у населення хлібом. Колгосп «Хвиля пролетарської революції», Харківська область, 1932 рік

Мета реквізиції полягає у забезпеченні безпеки громадян, врятуванні
майна, знищенні заражених тварин для недопущення поширення епідемії або
епізоотії тощо. Тому вона допускається у разі стихійного лиха, аварії, епідемії, епізоотії та за інших надзвичайних обставин з метою суспільної
необхідності.
В умовах воєнного або надзвичайного стану майно може бути примусово
відчужене у власника з наступним повним відшкодуванням його вартості.
Оцінка, за якою попередньому власникові була відшкодована вартість
реквізованого майна, може бути оскаржена в суді. Реквізиція земельної ділянки відбувається не на підставі рішення суду, а за рішенням органу державної влади на підставі акту про примусове вилучення майна.
У разі реквізиції майна його попередній власник може вимагати взамін
надання йому іншого майна, якщо це можливо. Якщо ж після припинення
надзвичайної обставини реквізоване майно збереглося, особа, якій воно
належало, має право вимагати його повернення, якщо це можливо. У разі
повернення майна у особи поновлюється право власності на нього, водночас
вона зобов'язується повернути грошову суму або річ, яка була нею
одержана у зв'язку з реквізицією, з вирахуванням розумної плати за використання цього майна.